# Henry Paulson
Henry Merritt Paulson (Palm Beach, 28 marzo 1946) è un politico e banchiere statunitense.
È stato 74° Segretario al Tesoro degli Stati Uniti sotto la presidenza di George W. Bush.
Precedentemente (2000-2006) era stato amministratore delegato di Goldman Sachs Group.

## Biografia
Dopo la laurea ad Harvard, Paulson lavorò al Pentagono come assistente personale al vice segretario alla difesa fino al 1972. Dal 1972 al 1973 è stato membro del Consiglio nazionale della Casa Bianca ed assistente del presidente nell'amministrazione di Richard M. Nixon.
Nel 1974 entrò a far parte dell'ufficio di Chicago di Goldman Sachs, diventandone socio nel 1982 e socio dirigente nel 1988. Egli fu condirettore della divisione aziendale di investment banking nel periodo 1990-1994, quando fu nominato presidente e Direttore operativo. Divenne presidente e amministratore delegato di Goldman Sachs nel 1999, succedendo a Jon Corzine (che fu poi eletto governatore del New Jersey).
Nel maggio 2006, Paulson, ardente conservatore, fu nominato dal presidente George W. Bush per succedere a John Snow come segretario al Tesoro; nel giugno 2006 la sua nomina venne confermata all'unanimità dal Senato. Prestò giuramento nel mese di luglio.
Nel 2007 e nel 2008, Paulson si trovò a fronteggiare la crisi finanziaria americana scoppiata nel 2007 a causa dell'esplosione della bolla speculativa dei mutui subprime. La crisi aveva rapidamente contagiato l'intero sistema bancario americano. In risposta, Paulson patrocinò assieme a Ben Bernanke, capo della Federal Reserve, l'attuazione di un massiccio piano di salvataggio del sistema finanziario americano senza precedenti, che venne approvato il 3 ottobre 2008 (dopo essere stato bocciato il 29 settembre alla Camera) dal Congresso degli Stati Uniti.
Il piano d'intervento (denominato Tarp - Troubled asset relief program) venne in soccorso dei grandi istituti di credito e delle banche americane quasi sul punto di ricorrere alle procedure fallimentari (cosa che fece Lehman Brothers il 15 settembre 2008, causando il peggior fallimento della storia degli USA), danneggiate pesantemente dalla svalutazione degli asset tossici legati ai mutui in seguito al crollo del mercato immobiliare. Il piano Paulson salvò numerosi istituti e banche d'investimento americane (Bear Stearns, Freddie Mac e Fannie Mae, Morgan Stanley, Merrill Lynch, AIG, Citigroup, State Street e Wells Fargo), rastrellando direttamente i titoli tossici legati ai sub prime e favorendo l'aggregazione dei gruppi in unità bancarie più ampie (Bank of America, Goldman Sachs, JP Morgan).
Nel gennaio 2009 gli subentrò Timothy Geithner, già direttore della Federal Reserve di New York dal 2003.
La sua fortuna è stimata in almeno 92 milioni di dollari nel 2016, ma potrebbe essere molto più alta.

## Media
Nel 2011 la rete americana HBO realizzò il film Too Big to Fail - Il crollo dei giganti incentrato sulla figura del segretario al Tesoro, protagonista dei concitati eventi che portarono al salvataggio del sistema finanziario americano nel 2008, dove Henry Paulson è interpretato da William Hurt.